# Glénat (casa editrice)

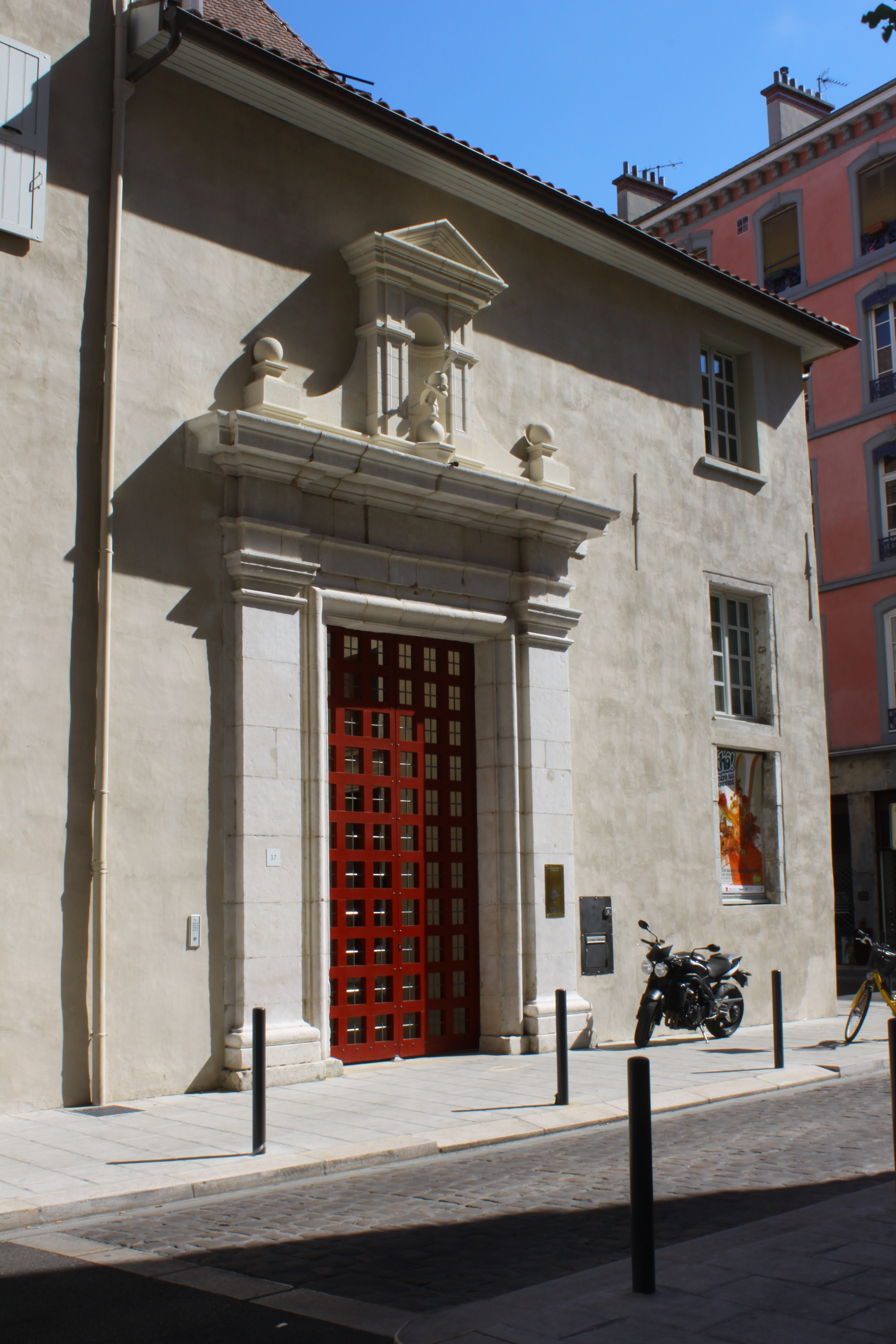
Sede della Glénat a Grenoble

Glénat è una casa editrice francese fondata da Jacques Glénat nel 1972. Stampa diversi tipi di pubblicazioni in Francia, Benelux e Spagna, tra le quali le più importanti sono fumetti e manga.

## Storia
Jacques Glénat cominciò a lavorare alla sua prima fanzine di fumetti chiamata Schtroumpf (cioè il nome francese dei puffi) nel 1969 quando era ancora uno studente. A vent'anni, nel 1972, fondò la propria casa editrice: la Glénat. I primi due volumi pubblicati erano opera di Claude Serre e Claire Bretécher. Due anni dopo ricevette il premio come miglior editore all'Festival international de la bande dessinée d'Angoulême.
In seguito alla rapida crescita l'azienda vennero aperti dei magazzini a Orly e come fiore all'occhiello un negozio a Parigi.
Nel 1975 l'azienda stampò una nuova rivista di fumetti Circus che continuò ad essere pubblicata fino al 1989. Dopo i primi anni la Glénat cominciò a discostarsi dalle pubblicazioni destinate ad un pubblico più infantile della corrente franco-belga e si orientò verso i graphic novel con serie storiche e di successo realizzate da Claude Serre e da Claire Bretécher. Una seconda rivista di nome Vécu, dedicata al fumetto storico fu pubblicata dal 1985 al 2004.
Dal 1980 Glénat pubblicò libri relativi alle scalate in montagna e al mare. L'azienda comprò la casa editrice Vents d'Ouest e nel 1990 iniziò a pubblicare manga. Il più grande successo della casa editrice arrivò con Titeuf di Zep, uno dei fumetti francesi più venduti, pubblicato sulla rivista Tchô e da cui è stata tratta anche una serie animata.

## Azienda
Nel 2009 il fatturato è derivato 50% dai fumetto, 20% dai manga, 15% dai libri e il restante 15% da pubblicazioni minori.
Ogni anno vengono stampati dalla Glénat 12 milioni di volumi e vengono pubblicati 400 nuovi titoli. L'azienda ha un catalogo di 4000 titoli, le serie più vendute sono Titeuf con 16 milioni di copie, e Dragon Ball con 17 milioni di copie. È il secondo gruppo editoriale francese dopo Média-Participations e detiene il 20% del mercato.
L'azienda ha tre filiali internazionali: Glénat Benelux, Glénat Espagne (Spagna) e Glénat Suisse (Svizzera). L'azienda è attiva anche in Canada e collabora con altri editori in altri stati. Oltre a tradurre e distribuire il materiale della Glénat queste aziende regionale producono a loro volta delle pubblicazioni. Glénat Espagne controlla il 40% del mercato dei manga in Spagna e Glénat Benelux detiene il 13% del mercato belga dei negozi di fumetti.